# Русские на войне
«Русские на войне» (англ. Russians at War) — канадский документальный фильм режиссёра Анастасии Трофимовой. Премьера фильма состоялась 5 сентября 2024 года на 81-м Венецианском международном кинофестивале.

## Сюжет
По словам автора фильма, она провела семь месяцев вместе с российским батальоном на линии фронта в ДНР.
В фильме рассказывается о российских солдатах, служащих на территории Украины во время продолжающейся российско-украинской войны. Среди них повар Виталий, медик Амин, оператор беспилотника Кэп и солдат-пехотинец Карик.
Российские военные озвучивают разные мысли о войне. Часть говорит, что пошли воевать за деньги, другие — из чувства патриотизма. Один из солдат, которого показали в фильме — украинец, воюющий на стороне РФ. Он заявляет, что в 2014 году в Украине «началась гражданская война и украинцы бомбили восточные регионы». Другой считает, что он «воюет с нацистами». Часть российских военных, показанных в фильме, говорят о бессмысленности войны и хотят, чтобы она поскорее закончилась.

## Режиссёр
Анастасия Трофимова родилась в Москве. Получила образование в Канаде и в Нидерландах.
В 2014 г. ездила на территорию непризнанной «ДНР» вместе с Елизаветой Глинкой, которая занималась вывозом детей. Была аккредитована как журналист в «ДНР» как минимум с 2015 года.
С 2015 года в сотрудничестве с каналом RT сняла несколько фильмов про ИГИЛ и войну в Сирии. Также сотрудничала с западными журналистскими организациями с высокими журналистскими стандартами.

## Восприятие
Критики в большинстве отмечают визуальные достоинства фильма, и характеризуют фильм как пропагандистский, показывающий войну России с Украиной с одной стороны. Демонстрация фильма в рамках МКФ в Венеции вызвала негативную реакцию со стороны украинско-канадского сообщества, Министерства иностранных дел Украины, посольства Украины в Канаде, а также украинских и зарубежных кинематографистов. Саму Трофимову обвинили в обелении военных преступлений. По мнению кинопродюсера Александра Роднянского, «иногда кажется, что фильм сделан по заказу умных чиновников Минобороны РФ или ФСБ… несмотря на понимание автором фильма характера агрессии, российские солдаты очеловечиваются в фильме».
Как отметил автор канадского издания о кинодокументалистике POV Magazine и вице-президент Ассоциации кинокритиков Торонто Пэт Маллен, Трофимова во время фильма неоднократно цитирует риторику российских властей. Кристофер Вурлиас из Variety написал: «Портрет российских солдат Трофимовой в значительной степени вызывает сочувствие — возможно, даже слишком сочувственное для некоторых… Фильм „Русские на войне“, однако, стремится придать человеческое лицо бесчисленным одноразовым и взаимозаменяемым винтикам в безжалостной военной машине Кремля, а Трофимова иллюстрирует, как многие солдаты, участвующие в войне Путина, были введены в заблуждение правительственной пропагандой, призваны на военную службу против их воли или заманены — будь то высокими, ошибочными идеалами или обещанием призрачной зарплаты — вести войну, цель которой мало кто может объяснить». Критик «Новой газеты» Ирина Карпова оценила «Русских на войне» так: «Анастасия Трофимова сняла уникальный фильм, приблизившись к российским солдатам, их горестям и радостям, вплотную, на расстоянии сестринского объятья. Нарративно и визуально — это выдающаяся работа. В объективе Трофимовой военные, как ей и хотелось, не чудовища и не герои, а самые обычные мужчины» Ещё Ирина Карпова отметила: «Потерянные люди, готовые поверить в банальные истины, эксплуатирующие страх и ненависть к чужому, в горько-сладкую таблетку патриотизма и необходимости жертвовать ради него, становятся оружием фашизма. В этом смысле фильм Трофимовой показывает „обыкновенный фашизм“»…. Зинаида Пронченко резюмировала: «Безотносительно мотивов и условий съёмки это уникальный материал, та самая „окопная правда“, которую обычно не разглядеть за „туманом войны“».